# Morti nel 2001/Novembre
| Questa pagina contiene informazioni ricavate automaticamente dalle voci biografiche con l'ausilio del template Bio e di un bot. L'aggiornamento è periodico e automatico e ricostruisce completamente la pagina. Se manca una persona in questa lista, sei pregato di non aggiungerla, ma accertati piuttosto che la sua voce biografica contenga il template Bio e che i dati anagrafici siano correttamente compilati. Se il template Bio manca, inseriscilo tu stesso o, in alternativa, metti l'avviso {{tmp\|Bio}} che ne segnala la mancanza. Se i dati riportati sono sbagliati, correggi direttamente la voce biografica; le modifiche saranno visibili in questa lista entro pochi giorni. Per chiarimenti vedi il progetto biografie. La lista contiene solo le 121 persone che sono citate nell'enciclopedia e per le quali è stato implementato correttamente il template Bio. Pagina aggiornata al 10 lug 2025. |

- 1º novembre - Juan Bosch, politico, scrittore e saggista dominicano (n. 1909)
- 1º novembre - Claudio Vecchi, politico italiano (n. 1929)
- 2 novembre - Fiorella Betti, attrice e doppiatrice italiana (n. 1927)
- 2 novembre - Pierre Bitschiné, schermidore francese (n. 1910)
- 2 novembre - Mona Fandey, criminale malese (n. 1956)
- 2 novembre - Mario Scotti, bassista italiano (n. 1945)
- 2 novembre - Elazar Shach, rabbino e educatore lituano (n. 1899)
- 3 novembre - Thomas Brasch, scrittore, poeta e drammaturgo tedesco (n. 1945)
- 3 novembre - Lucio Colletti, filosofo e politico italiano (n. 1924)
- 3 novembre - Ernst Gombrich, storico dell'arte austriaco (n. 1909)
- 3 novembre - Sofia di Grecia, principessa greca (n. 1914)
- 3 novembre - Vojtech Mihálik, poeta, traduttore e politico slovacco (n. 1926)
- 3 novembre - Viveka Seldahl, attrice svedese (n. 1944)
- 3 novembre - Ward Wood, attore e produttore televisivo statunitense (n. 1924)
- 3 novembre - Lucia di Borbone-Due Sicilie, principessa italiana (n. 1908)
- 5 novembre - Gholam Reza Azhari, generale e politico iraniano (n. 1912)
- 5 novembre - Bruno Castellino, giornalista italiano (n. 1924)
- 5 novembre - Milton William Cooper, conduttore radiofonico e scrittore statunitense (n. 1943)
- 5 novembre - Barry Horne, attivista britannico (n. 1952)
- 5 novembre - Franco Martinengo, designer e pittore italiano (n. 1910)
- 5 novembre - Jeannette Vermeersch, politica francese (n. 1910)
- 6 novembre - Rose Marie Eggmann, pittrice svizzera (n. 1924)
- 6 novembre - Don Lavoie, economista statunitense (n. 1951)
- 6 novembre - Anthony Shaffer, drammaturgo, sceneggiatore e scrittore inglese (n. 1926)
- 7 novembre - Delia Garcés, attrice argentina (n. 1919)
- 7 novembre - Sachiko Hidari, attrice e regista giapponese (n. 1930)
- 7 novembre - Ivan Kiasašvili, regista sovietico (n. 1946)
- 7 novembre - François Philippe, calciatore francese (n. 1930)
- 8 novembre - Paolo Bertoli, cardinale e arcivescovo cattolico italiano (n. 1908)
- 8 novembre - Domenico Borraccino, politico italiano (n. 1928)
- 8 novembre - Tito Eduque, cestista e allenatore di pallacanestro filippino (n. 1927)
- 8 novembre - David Jack, farmacologo e chimico scozzese (n. 1924)
- 8 novembre - Konrads Kalējs, militare lettone (n. 1913)
- 8 novembre - Richard Kim, karateka e maestro di karate statunitense (n. 1917)
- 8 novembre - Peter Laslett, storico britannico (n. 1915)
- 8 novembre - Stanislav Štrunc, calciatore cecoslovacco (n. 1942)
- 9 novembre - Dorothy Dunnett, scrittrice scozzese (n. 1923)
- 9 novembre - Giovanni Leone, politico, avvocato e giurista italiano (n. 1908)
- 9 novembre - Giovanni Antonio Meloni, medico, microbiologo e virologo italiano (n. 1926)
- 9 novembre - Francesco Moiso, filosofo italiano (n. 1944)
- 9 novembre - Nancye Wynne Bolton, tennista australiana (n. 1916)
- 10 novembre - Agostino Baroni, arcivescovo cattolico e missionario italiano (n. 1906)
- 10 novembre - Ken Kesey, scrittore statunitense (n. 1935)
- 11 novembre - Leon Gray, giocatore di football americano statunitense (n. 1951)
- 11 novembre - Luigi Moraldi, filologo e biblista italiano (n. 1915)
- 11 novembre - Raffaele Paparella, fumettista e illustratore italiano (n. 1915)
- 12 novembre - Luigi Bertett, partigiano italiano (n. 1916)
- 12 novembre - Prekshya Rajya Lakshmi Devi, principessa nepalese (n. 1952)
- 12 novembre - Albert Hague, attore e compositore tedesco (n. 1920)
- 12 novembre - Tony Miles, scacchista britannico (n. 1955)
- 12 novembre - Heinz Petruo, attore, doppiatore e conduttore radiofonico tedesco (n. 1918)
- 12 novembre - Radovan Vlajković, politico jugoslavo (n. 1924)
- 13 novembre - Peggy Mount, attrice inglese (n. 1915)
- 13 novembre - Teresio Piana, calciatore italiano (n. 1918)
- 13 novembre - Cornelius Warmerdam, astista, allenatore di atletica leggera e allenatore di pallacanestro statunitense (n. 1915)
- 14 novembre - Charlotte Coleman, attrice britannica (n. 1968)
- 14 novembre - Juan Carlos Lorenzo, calciatore e allenatore di calcio argentino (n. 1922)
- 14 novembre - Enrico Mantero, storico dell'architettura italiano (n. 1934)
- 15 novembre - Jean Calogero, pittore italiano (n. 1922)
- 15 novembre - Edwin Colbert, paleontologo statunitense (n. 1905)
- 15 novembre - Carlo Pianzola, calciatore e militare italiano (n. 1911)
- 15 novembre - Nicolas Ruwet, linguista, semiologo e musicologo belga (n. 1932)
- 15 novembre - Alberto Ullastres, politico e ambasciatore spagnolo (n. 1914)
- 16 novembre - Muhammad Atef, terrorista egiziano (n. 1944)
- 16 novembre - Corrado Contin, calciatore italiano (n. 1922)
- 16 novembre - Tommy Flanagan, pianista statunitense (n. 1930)
- 17 novembre - Michael Karoli, chitarrista, violinista e compositore tedesco (n. 1948)
- 17 novembre - Billy Vessels, giocatore di football americano statunitense (n. 1931)
- 17 novembre - Vitalij Zastuchov, cestista sovietico (n. 1947)
- 18 novembre - Renato Righetto, arbitro di pallacanestro brasiliano (n. 1921)
- 18 novembre - Harriette Tarler, attrice statunitense (n. 1920)
- 19 novembre - Lanfranco Albertelli, calciatore e allenatore di calcio italiano (n. 1926)
- 19 novembre - Harry Burton, giornalista e fotografo australiano (n. 1968)
- 19 novembre - Maria Grazia Cutuli, giornalista italiana (n. 1962)
- 20 novembre - Hans Dauser, militare tedesco (n. 1908)
- 20 novembre - Luigi Michele Galli, politico italiano (n. 1924)
- 20 novembre - Franco Gulli, violinista italiano (n. 1926)
- 20 novembre - Lothar Richter, calciatore tedesco (n. 1912)
- 21 novembre - Ralph Burns, pianista, arrangiatore e compositore statunitense (n. 1922)
- 21 novembre - Seydou Keïta, fotografo maliano (n. 1921)
- 21 novembre - Gardner McKay, attore statunitense (n. 1932)
- 21 novembre - Giuseppe Saccone, calciatore e pittore italiano (n. 1918)
- 21 novembre - Salahuddin di Selangor, sovrano malese (n. 1926)
- 22 novembre - Reimar Gilsenbach, scrittore, giornalista e attivista tedesco (n. 1925)
- 22 novembre - Norman Granz, produttore discografico e imprenditore statunitense (n. 1918)
- 22 novembre - Luigi Naviglio, scrittore, fumettista e giornalista italiano (n. 1936)
- 23 novembre - Vendramino Bariviera, ciclista su strada, pistard e dirigente sportivo italiano (n. 1937)
- 23 novembre - Marcello Gigante, filologo classico, bizantinista e papirologo italiano (n. 1923)
- 23 novembre - Kiril Semov, cestista e allenatore di pallacanestro bulgaro (n. 1930)
- 23 novembre - Gerhard Stoltenberg, politico tedesco (n. 1928)
- 23 novembre - Mary Whitehouse, attivista inglese (n. 1910)
- 23 novembre - Medhat Youssef, cestista egiziano (n. 1927)
- 24 novembre - Antonio Franceschi, politico italiano (n. 1928)
- 24 novembre - Donald McPherson, pattinatore artistico su ghiaccio canadese (n. 1945)
- 24 novembre - Melanie Thornton, cantante statunitense (n. 1967)
- 25 novembre - Alan Bray, storico e attivista britannico (n. 1948)
- 25 novembre - Robert Davine, fisarmonicista e insegnante statunitense (n. 1924)
- 26 novembre - Mathias Clemens, ciclista su strada, ciclocrossista e pistard lussemburghese (n. 1915)
- 26 novembre - Lajos Kada, arcivescovo cattolico ungherese (n. 1924)
- 26 novembre - Nils-Aslak Valkeapää, musicista, poeta e scrittore finlandese (n. 1943)
- 27 novembre - Sirio Corona, vigile del fuoco italiano (n. 1974)
- 27 novembre - Fabio Di Lorenzo, vigile del fuoco italiano (n. 1964)
- 27 novembre - Danilo Di Veglia, vigile del fuoco italiano (n. 1962)
- 27 novembre - Marguerite Nicolas, altista francese (n. 1916)
- 28 novembre - Gunnar Hellström, attore, regista e sceneggiatore svedese (n. 1928)
- 29 novembre - Viktor Petrovič Astaf'ev, scrittore russo (n. 1924)
- 29 novembre - Budd Boetticher, regista statunitense (n. 1916)
- 29 novembre - George Harrison, cantautore, polistrumentista e compositore britannico (n. 1943)
- 29 novembre - John Knowles, scrittore statunitense (n. 1926)
- 29 novembre - John Mitchum, attore statunitense (n. 1919)
- 29 novembre - Giovanni Passeri, scrittore italiano (n. 1918)
- 29 novembre - Erwin Thaler, bobbista austriaco (n. 1931)
- 30 novembre - Ademar Pantera, calciatore brasiliano (n. 1941)
- 30 novembre - Kikutarō Baba, zoologo giapponese (n. 1905)
- 30 novembre - Annibale Brasola, ciclista su strada italiano (n. 1925)
- 30 novembre - Francisco Calvet, calciatore spagnolo (n. 1922)
- 30 novembre - Lawrence Coughlin, politico statunitense (n. 1929)
- 30 novembre - Sergio Ferriani, cestista italiano (n. 1925)
- 30 novembre - Ernst Hufschmid, calciatore svizzero (n. 1913)
- 30 novembre - Luciano Savio, imprenditore italiano (n. 1912)
- 30 novembre - Kurt Zaro, calciatore e allenatore di calcio tedesco (n. 1929)